# Моисей га-Даршан
Моисей га-Даршан (Моше ха-Даршан = Моисей-проповедник) — французский библейский экзегет, жил в Нарбонне в XI веке: раввин эпохи ришоним; первый иудео-лангедокский учёный, чьи труды известны и цитируются более поздними раввинскими авторитетами.

## Биография
Происходил из нарбоннской семьи, известной своей учёностью; его прадед Абун, дед Моисей и отец Яков — все они возглавляли нарбоннскую раввинскую школу (иешива). Эту должность (рош-иешива) занимал также и Моисей га-Даршан, а после его смерти она перешла к его брату Леви.
Хотя Моисей считался раввинским авторитетом, однако своей репутацией он обязан, главным образом, тому, что вместе с Тобией бен-Элиезер был наиболее ярким представителем мидрашитско-символического толкования («дераш») Библии в XI веке.

## Труды

### «Jesod»
Его труд о Библии, который, вероятно, назывался др.-евр. יסוד‬ («Jesod» — дословно — «Основание»), известный только по цитатам, приводимым у Раши в его комментариях (а по цитатам в других источниках, сочинение Га-Даршана носило заглавие בראשית רבתי), содержит извлечение из древних агадических произведений, а также его собственные мидрашитские толкования. Некоторые цитаты из него содержат отчасти и элементы христианской библейской экзегезы и возбуждают сильное подозрение относительно их подлинности, что, может быть, было также одной из причин, почему это сочинение не сохранилось для нас (главная же причина заключается в той необыкновенной популярности комментария Раши, затмившего своей славой все комментарии французских экзегетов). Тем более что — как было доказано Эпштейном — сочинение не представляло систематически построенного труда, а лишь отдельные заметки автора; по этой причине оно, может быть, у различных писателей приводится под различными названиями.

### «Берешит Рабба Раббати»
Мидраш «Берешит Рабба Раббати», известный из цитат, приведённых Раймундом Мартином в его «Pugio Fidei», заключает в себе много агад и агадических воззрений, сильно напоминающих экзегезу Моисея.
Цунц высказывает даже предположение, что этот мидраш есть в действительности сочинение самого Моисея. Эпштейн, напротив, полагает, что последний компилятор мидраша — не сам Моисей, — взял из «Jesod» то, что он считал подходящим для своей цели, особенно мидрашитское объяснение Моисея о сотворении мира.

### «Бамидбар рабба» и «Мидраш Тадше»
Также влияние «Jesod» видно в мидраше «Бамидбар рабба» и в «Мидраше Тадше»; последнее произведение в агадическо-символической форме старается провести параллель между миром, родом человеческим и ковчегом Завета. Рассматривая «Мидраш Тадше», Эпштейн доходит даже до предположения, что автором его был Моисей.

### Другие
Моисей объяснил некоторые выражения в пиютим (литургическая поэзия). Ему приписывают также мидраш на Десять заповедей и составление одного виддуя (исповеди).

## Семья
Сыном Моисея был Иуда га-Даршан, учитель раввина Менахема бен-Хельбо. Сыном Иуды был, вероятно, Иосиф ге-Хасид, упоминаемый в добавлениях Самуила бен-Якоб ибн-Джама (XII век) к «Аруху» раввина Натана бен-Иехиэля.

## Ученики
Известно, что Натан бен-Иехиель, цитирующий объяснения талмудических слов и оборотов, сделанных Моисеем, был учеником последнего. Авраам Закуто в «Сефер Юхасин» и вышеупомянутый манускрипт Всемирного еврейского союза считают учениками Mоисея также следующих трёх лиц — Моисея Анава, Моисея бен-Иосиф бен-Мерван Леви (XII в.) и Авраама бен-Исаака (ок. 1110—1179), автора «Sefer ha-Eschkol».
Эпштейн называет учеником Моисея раввина Шемаию, упоминаемого иногда в «Берешит Рабба Раббати» в качестве истолкователя изречений Га-Даршана. Эпштейн отождествляет также этого Шемаию с Шемаией из Суассона, автором мидраша на отдел Трума, космологические представления которого в этой книге навеяны Га-Даршаном, — так предполагают авторы ЕЭБЕ.